# Isla Ukara
Isla Ukara es el nombre de una isla en el lago Victoria, que forma parte del país africano de Tanzania, y que se encuentra a 10 km al norte de la isla Ukerewe, en el Distrito Ukerewe, en la región de Mwanza. También es conocida como Bukara.
La isla se caracteriza por su único sistema indígena de mano de obra agrícola mixto, que utiliza técnicas avanzadas de agricultura, y posee una densidad de población muy elevada.